# Малая Емель
Малая Емель — река в России, протекает по территории Вуктыльского округа в Республике Коми. Устье реки находится в 82 км по левому берегу реки Подчерье. Длина реки составляет 25 км.
Исток реки в 70 км к юго-востоку от города Вуктыл на границе Троицко-Печорского района и Вуктыльского округа. Исток находится на южных склонах возвышенности Кирэ-Парма (предгорья Северного Урала). Река от истока течёт на восток, затем поворачивает на север, течение бурное. Всё течение проходит по холмистой ненаселённой тайге предгорий Северного Урала, восточнее вытянутого с юга на север хребта Ыджыд-Парма. Ширина реки около устья составляет 12 метров, скорость течения 0,9 м/с.
Впадает в Подчерье в районе скал Пачакырта.

## Данные водного реестра
По данным государственного водного реестра России относится к Двинско-Печорскому бассейновому округу, водохозяйственный участок реки — Печора от водомерного поста у посёлка Шердино до впадения реки Уса, речной подбассейн реки — бассейны притоков Печоры до впадения Усы. Речной бассейн реки — Печора.
Код объекта в государственном водном реестре — 03050100212103000061869.